# Sant Pere de Montagut

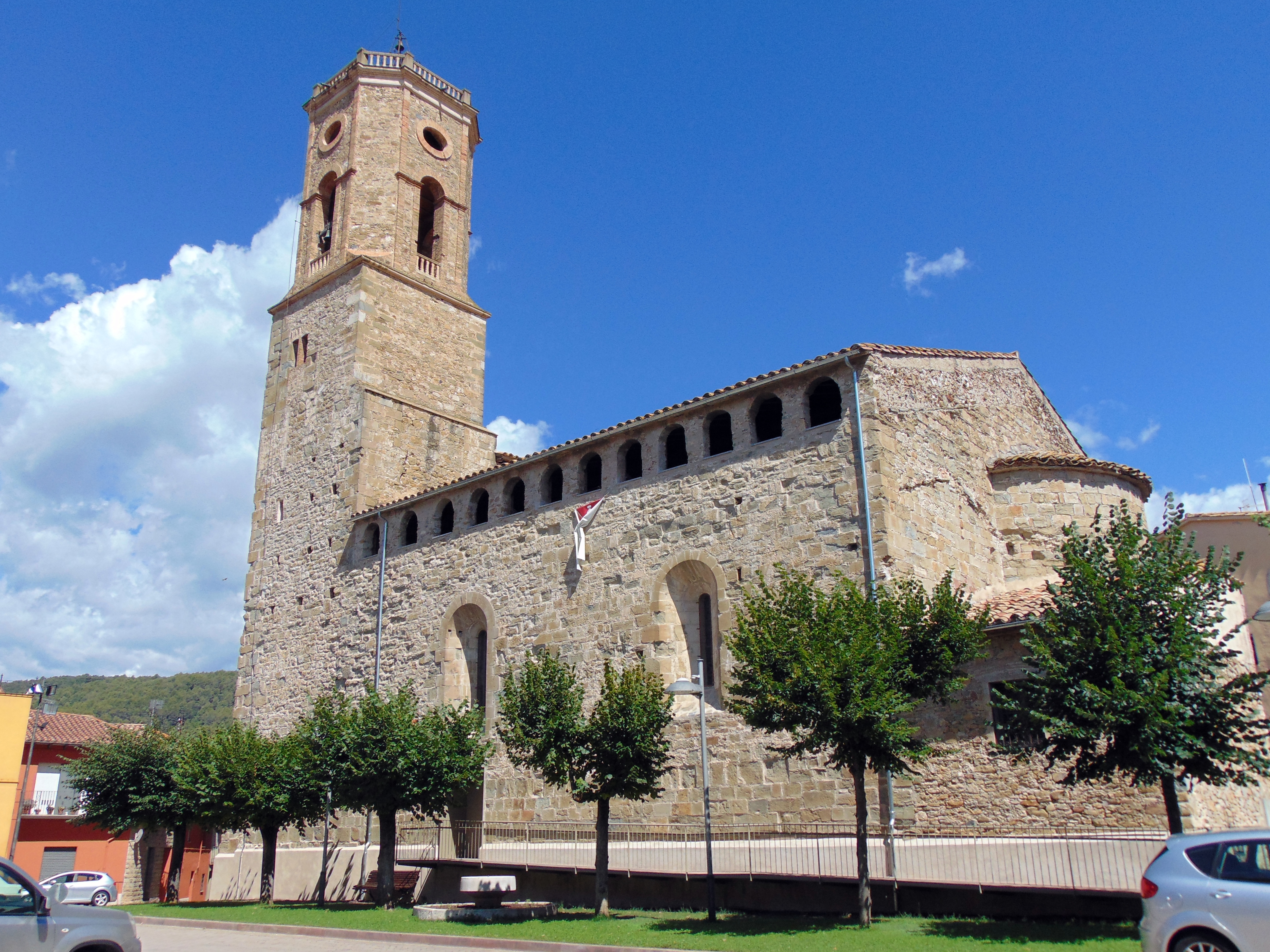

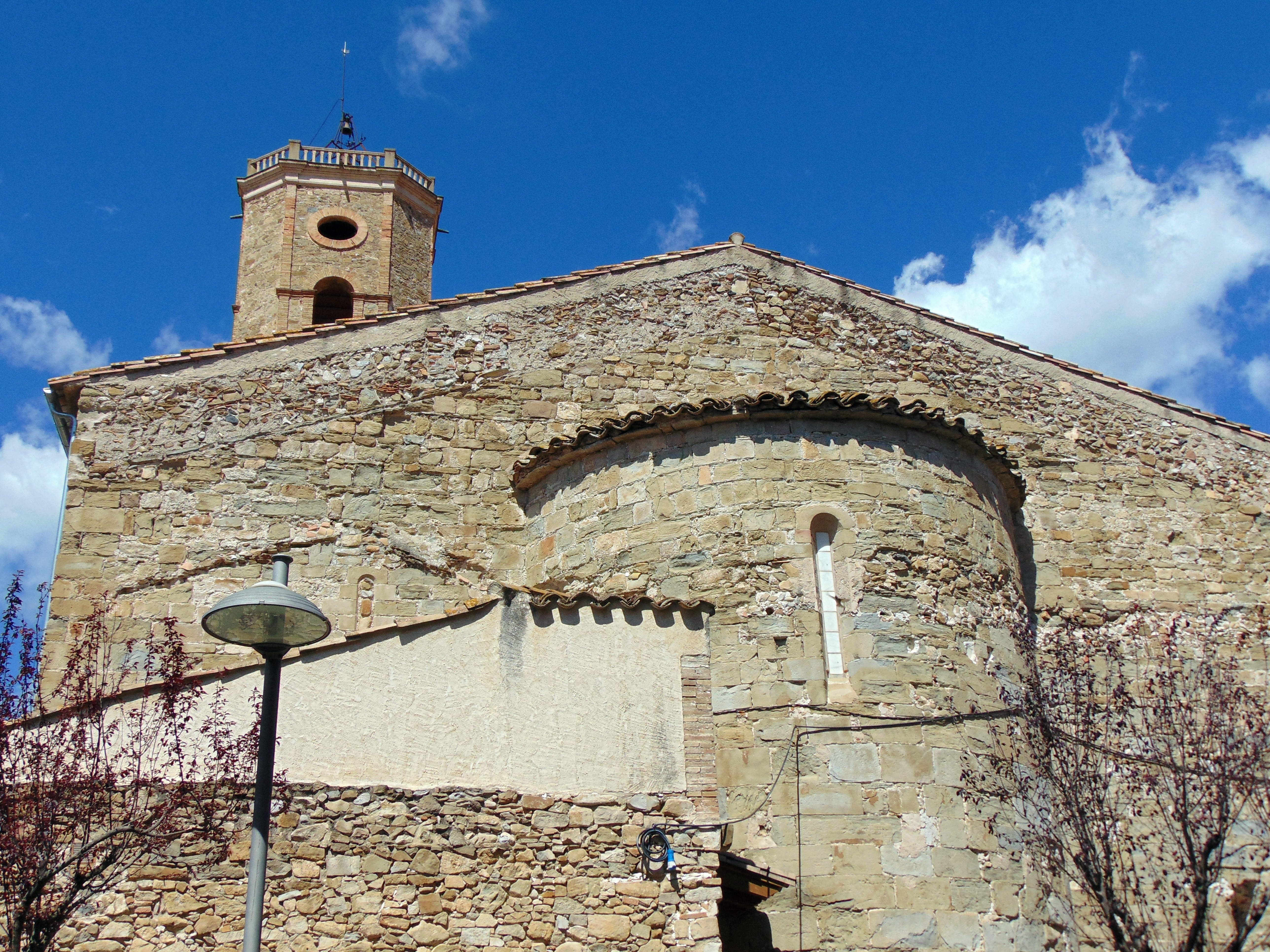

Sant Pere de Montagut és una església del s. XII amb reformes posteriors que es troba al poble de Montagut, al municipi de Montagut i Oix, a la Garrotxa. És una obra inclosa en l'Inventari del Patrimoni Arquitectònic de Catalunya.
La façana principal està orientada a ponent. Actualment consta de tres naus rectangulars amb un absis a llevant i una sola teulada sobrealçada de la volta a dues vessants. La nau central, molt més alta que les laterals, és de volta apuntada i acaba amb un absis semicircular.

## Descripció
És l'església parroquial del poble de Montagut i es troba aixecada al punt més elevat del nucli urbà i encara conserva restes importants de la seva primitiva factura romànica que posteriorment va ser modificada. La planta es defineix per les seves tres naus amb els seus corresponents absis encara que, des de l'exterior, només és visible la part superior del central: unes dependències parroquials construïdes poc temps després d'acabada la guerra civil (1936-1939) que amaguen la resta. Dins, una cornisa recorre tota la nau principal que està separada de les laterals per pilars distribuïts irregularment a cada costat del temple. Les naus laterals havien estat plenes d'altars que avui es troben mal conservats o desfets. A la dreta hi ha Sant Isidre, amb Sant Antoni Abat i Sant Antoni de Pàdua; el Sagrat Cor i Sant Miquel Arcàngel. A l'esquerra hi ha Crist amb la Creu, La Puríssima i una gran estàtua de Sant Pere.
La pica baptismal està situada en una petita capella als peus de la nau esquerra del temple. És vuitavada, presentant una decoració a base de cares humanes que reprodueixen testes d'homes i dones amb llargues cabelleres. L'àmplia base que la sosté disposa igualment de vuit costats. Amida 90cm d'alçada (amb base) i 30cm (únicament la copa). Hi ha piques d'aigua beneïda situades a les peus de les naus, al costat de la porta d'ingrés. Les copes són rodones, presentant la decoració de testes humanes (quatre en cada una) i entre elles arquets cecs; el fust és molt esvelt i estriat i la menuda base que les sosté és cilíndrica. Amiden 100cm d'alçada total; 81cm de diàmetre i 19cm de l'alçada de la copa.
La ferramenta romànica de la porta de l'església està situada a la façana principal a ponent. Cal remarcar que la porta conserva tota la ferramenta així com els forrellats romànics originals. Tota la façana ponentina no conserva res, llevat de l'esmentada porta. Sota el teulat hi ha una pedra on es llegeix: “A 26 AB 1669” data que respon a l'ampliació aleshores efectuada. El campanar, modern, s'assenta sobre l'extrem sud-ponentí i no ofereix res de remarcable.

## Història
L'església de Sant Pere de Montagut s'esmenta, l'any 965, quan Seniofred, Comte de Besalú i Cerdanya, fa una donació al monestir de Sant Pere de Camprodon. N'hi ha notícies dels anys 966, 969, 1004, 1105, 1195 i de temps més propers. El 29 d'agost de 1826, el Bisbe Dionisio Castaño Bermúdez hi va amb motiu d'una visita pastoral: "...halló el altar mayor con ara y en él fundados los beneficios curados llamados el primero Doma de Bilars […] el segundo llamado Doma de Cabirol y de San Edualdo y el tercero Doma llamado de la Oliva [...]. El beneficio llamado Diaconil vacante actualmente..." Els seus orígens són clarament romànics, malgrat que fou notablement remodelada la seva façana en èpoques posteriors; el darrer afegit, efectuat després de la Guerra Civil de 1936-39, va amagar quasi totalment l'absis central situat a llevant.
Fins al 1936 varen presidir el temple les taules d'un retaule del segle xvi, realitzat pel mestre Pere Mates i que avui es guarden al Museu Diocesà de Girona; representaven la vida del primer papa de l'església i patró de Montagut.